# .info
.info este un domeniu de Internet de nivel superior, pentru situri informaționale, dar nerestricționat (GTLD).